# Wallfahrtskirche Maria Schnee (Drosendorf-Zissersdorf)

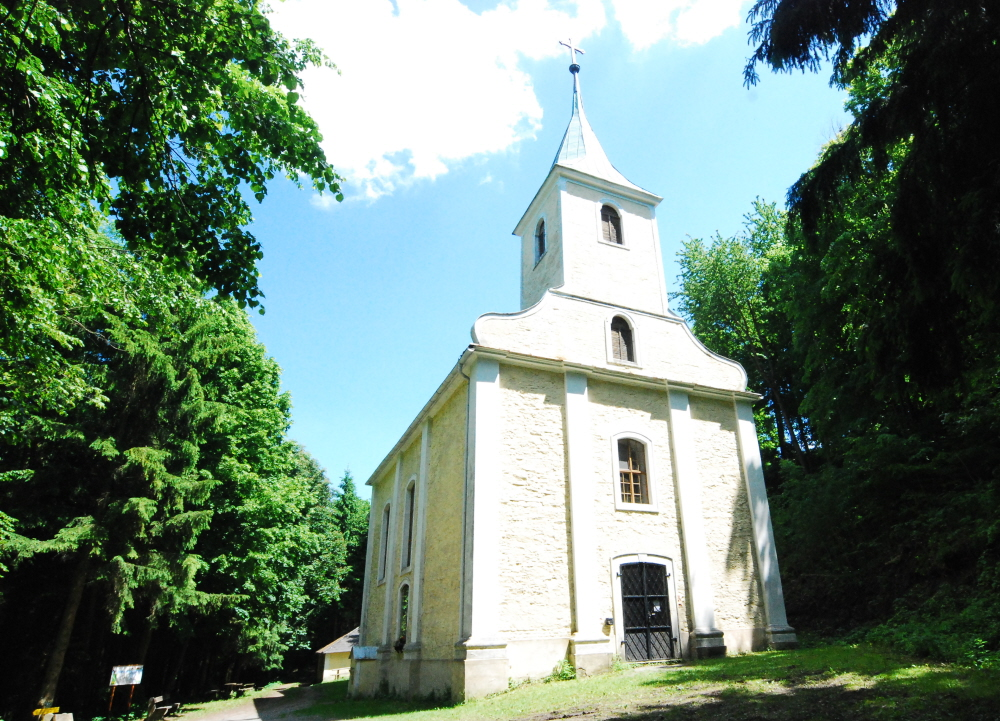
Wallfahrtskirche Maria Schnee

Die Wallfahrtskirche Maria Schnee (Maria Schnee-Bründl oder auch Schneebründl) ist eine kleine Wallfahrtskirche zwischen Drosendorf und Zissersdorf im Waldviertel (Niederösterreich).

## Lage
Die Wallfahrtskirche Maria Schnee liegt östlich der B 30 zwischen Drosendorf und Zissersdorf in einer Mulde im Wald. Unmittelbar nordwestlich fließt der Bründlbach vorüber.

## Geschichte

### Erste Wallfahrtskirche
Im gleichen Jahr (1693), in dem ein Einsiedler im sogenannten Spitalwald östlich der Straße zwischen Drosendorf und Zissersdorf urkundlich erwähnt wurde, wurde auch der Antrag zur Errichtung einer Kirche zu Ehren von Maria Schnee auf Kosten des Spitals von Drosendorf gestellt. Gleichzeitig mit der Kirche wurde auch eine kleine Wohnstätte für den Einsiedler errichtet.
Unbekannt sind das Jahr der Fertigstellung, die ehemalige Größe und Einrichtung. Erhalten geblieben ist lediglich die Inventarliste der Kirchengüter, die nach der Schließung beziehungsweise dem Abbruch der Kirche vom Stift Geras verwahrt wurden. Übermittelt ist jedoch, dass es am 7. August 1712 anlässlich einer großen Wallfahrt zu einigen Raufhändeln gekommen ist und dass die daran Beteiligten bestraft wurden.
Als die Kirche zu verfallen drohte, ließ Paul III. Franz Gratschmayr, Abt von Stift Geras, die Kirche renovieren, die ein immer beliebterer Wallfahrtsort für Gläubige aus dem Waldviertel, aber auch dem benachbarten Südmähren wurde.

### Aufhebung
Zunächst bestimmte ein kaiserlicher Erlass vom 12. Jänner 1782, dass die Einsiedler ihre Einsiedeleien zu verlassen hatten. Der letzte Einsiedler vom Schneebründl hatte seinen Lebensunterhalt als Leinenweber verdient und wurde nach der Aufhebung der Einsiedelei noch einige Jahre später von der Herrschaft Drosendorf finanziell unterstützt, bis auch dies verboten wurde. Danach verlor sich seine Spur.
1783 wurden die Grenzen der Pfarre neu geregelt. Zissersdorf, das bisher nur über eine kleine, Sankt Johan und Paul gewidmete Kapelle besaß, erhielt eine neue Kirche, die dem Stift Geras einverleibt wurde.
Im gleichen Jahr wurde durch ein Regierungsdekret die Schließung aller Nebenkirchen und Kapellen angeordnet, da die Gottesdienste nur noch in den Pfarrkirchen abgehalten werden sollten. Weiterhin erlaubt waren allerdings Privatgottesdienste, die zum Gottesdienst der Pfarre keine terminliche Konkurrenz darstellen durften, was den Fortbestand von Maria Schnee ermöglicht hätte. In einem weiteren Erlass der Regierung wurde schließlich 1786 die Entweihung der Wallfahrtskirche und deren Abbruch angeordnet. Vom Abbruch verschont blieb das Mesnerhaus, das ursprünglich zu Zissersdorf, ab 1823 aber zu Elsern gehörte.
Das Gnadenbild wurde in einem Haus in Drosendorf aufgestellt und dort noch über einen längeren Zeitraum hinweg von Gläubigen besucht, bis es abgeliefert werden musste. Die Kirchengeräte wurden vom Abt des Stifts Geras – Andreas Hayder – in Verwahrung genommen. In einem Gesuch an das Kreisamt in Krems an der Donau ersuchte der Abt, diese Kirchengeräte in Geras zu belassen, da seit 1783 sieben neue Pfarren vom Stift verwaltet werden mussten (Zissersdorf, Harth, Göpfritz an der Wild, Nonndorf an der Wild, Pernegg, Trabernreith und Niklasberg).

### Neubau
Erste Überlegungen, die Wallfahrtskirche neu aufzubauen, kamen um 1850 auf. 1857 begannen unter der Leitung von Franz Hauck, Bürgermeister und Kaufmann in Drosendorf, Sammlungen von Spenden, um die beginnenden Bauarbeiten finanzieren zu können.
1867 wurden die Bauarbeiten beendet. Das Turmkreuz wurde am 5. August in Drosendorf geweiht, nach Maria Schnee gebracht und auf dem Turm befestigt. Geweiht wurde die Kapelle am 10. Oktober 1868 durch Dechant Nepomuk David nach einer Ermächtigung durch das bischöfliche Konsistorium Sankt Pölten unter Beteiligung des Pfarrers von Zissersdorf und weiterer Priester aus der Umgebung. Ebenfalls 1868 wurde die 100 Kilogramm schwere Glocke gestiftet, die von Joseph Hilzer in Iglau gegossen und im September von Doktor Joseph Feßler, Bischof von Sankt Pölten, in Raabs an der Thaya anlässlich einer Generalvisitation geweiht wurde. Am 11. Oktober 1868 wurde die Glocke von Drosendorf zur Kapelle gebracht und aufgezogen.
Nach der Erteilung der Messerlaubnis durch das bischöfliche Konsistorium in Sankt Pölten wurde am 5. August 1869 durch Dechant David die erste Heilige Messe seit 86 Jahren gelesen.
Ab dem 1. Mai 1916 gab es in der Nähe der Wallfahrtskirche Maria Schnee eine Haltestelle der Lokalbahn Retz–Drosendorf, die nur an bestimmten Tagen bedient wurde und 1938 wieder aufgelassen wurde.

## Beschreibung
Die Wallfahrtskirche Maria Schnee wurde als dreijochige Saalkirche mit Stichbogenfenstern erbaut. Über der Westfront mit einem Stichbogenportal befindet sich auf dem Satteldach ein Dachreiter mit Pyramidenhelm. Die Fassade besitzt eine toskanische Pilastergliederung und hohe Sockel. Außen an der Nordseite befindet sich ein Brunnen mit einem als Relief ausgeführten Löwenkopf aus dem 1. Viertel des 18. Jahrhunderts als Wasserspeier.